# Onychognathus tenuirostris
Onychognathus tenuirostris е вид птица от семейство Скорецови (Sturnidae).

## Разпространение
Видът е разпространен в Бурунди, Еритрея, Етиопия, Замбия, Демократична република Конго, Кения, Малави, Руанда, Танзания и Уганда.